# Olympische Sommerspiele 1984/Teilnehmer (Island)
| Gelbes Symbol für Goldmedaillen mit stilisierten Olympischen Ringen | Graues Symbol für Silbermedaillen mit stilisierten Olympischen Ringen | Braundes Symbol für Bronzemedaillen mit stilisierten Olympischen Ringen |
| ------------------------------------------------------------------- | --------------------------------------------------------------------- | ----------------------------------------------------------------------- |
| —                                                                   | —                                                                     | 1                                                                       |

Island nahm an den Olympischen Sommerspielen 1984 in Los Angeles, USA, mit einer Delegation von 30 Sportlern (27 Männer und drei Frauen) teil.

## Medaillengewinner

### Bronze
| Name               | Sportart | Wettkampf         |
| ------------------ | -------- | ----------------- |
| Bjarni Friðriksson | Judo     | Halbschwergewicht |

## Teilnehmer nach Sportarten

### Handball
- Herrenteam
6. Platz

- Kader
Alfreð Gíslason
Atli Hilmarsson
Bjarni Guðmundsson
Brynjar Kvaran
Einar Þorvarðarson
Guðmundur Guðmundsson
Steinar Birgisson
Jakob Sigurðsson
Jens Einarsson
Kristján Arason
Sigurður Gunnarsson
Sigurður Valur Sveinsson
Þorbergur Aðalsteinsson
Þorbjörn Jensson
Þorgils Mathiesen

### Judo
- Bjarni Friðriksson
Halbschwergewicht: Bronze

- Kolbeinn Gíslason
Offene Klasse: 11. Platz

### Leichtathletik
- Oddur Sigurðsson
400 Meter: Viertelfinale

- Kristján Harðarson
Weitsprung: 22. Platz in der Qualifikation

- Vésteinn Hafsteinsson
Diskuswerfen: In der Qualifikation ausgeschieden

- Einar Vilhjálmsson
Speerwerfen: 6. Platz

- Siggi Einarsson
Speerwerfen: 26. Platz in der Qualifikation

- Disa Gísladóttir
Frauen, Hochsprung: 24. Platz in der Qualifikation

- Iris Grönfeldt
Frauen, Speerwerfen: 22. Platz in der Qualifikation

### Schwimmen
- Ingi Jónsson
100 Meter Freistil: 55. Platz
200 Meter Freistil: 47. Platz
100 Meter Schmetterling: 43. Platz

- Tryggvi Helgason
100 Meter Brust: 33. Platz
200 Meter Brust: 37. Platz

- Árni Sigurðsson
100 Meter Brust: 38. Platz
200 Meter Brust: Disqualifiziert

- Guðrún Ágústsdóttir
Frauen, 100 Meter Brust: 25. Platz
Frauen, 200 Meter Brust: 20. Platz

### Segeln
- Gunnlaugur Jónasson
470er: 23. Platz

- Jón Pétursson
470er: 23. Platz